# Kászonimpér
Kászonimpér (románul Imper) falu Romániában Hargita megyében. Közigazgatásilag Kászonaltízhez tartozik.

## Fekvése
Csíkszeredától 44 km-re délkeletre a Kászon-pataka melletti teraszon fekszik.

## Története
1332-ben említik először. 1910-ben 1143 magyar lakosa volt. A trianoni békeszerződésig Csík vármegye Kászonalcsíki járásához tartozott. 1992-ben 461 lakosából 348 magyar, 104 román és 9 cigány volt.

## Látnivalók

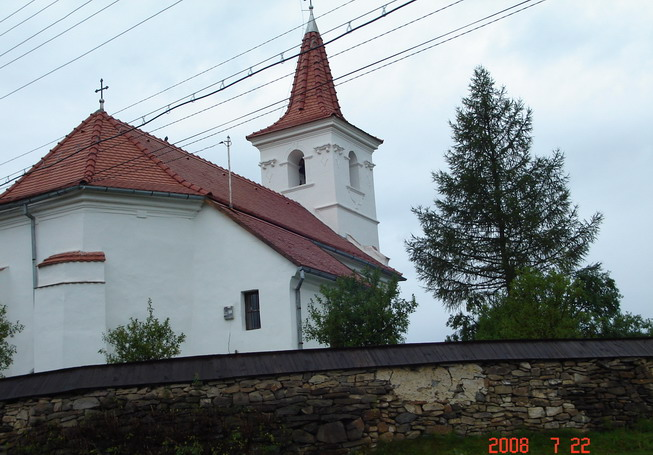
A kászonimpéri templom

- Kőkápolnáját a Bornemissza család építtette.
- Itt áll Balázsy (Balássy) Simon József csíkszéki királybíró 1833-ban épített késő barokk kúriája, benne gyermekotthon működik.
- A répáti borvízpalackozó 1888 és 1956 között üzemelt.

## Borvízforrása
- Répáti borvíz (Kászonimpér)

## Híres emberek
- Itt született Balázs András (1869-1956) pápai prelátus.

## Kapcsolódó lapok
- Elmegyek, elmegyek